# Městská autobusová doprava v Jihlavě

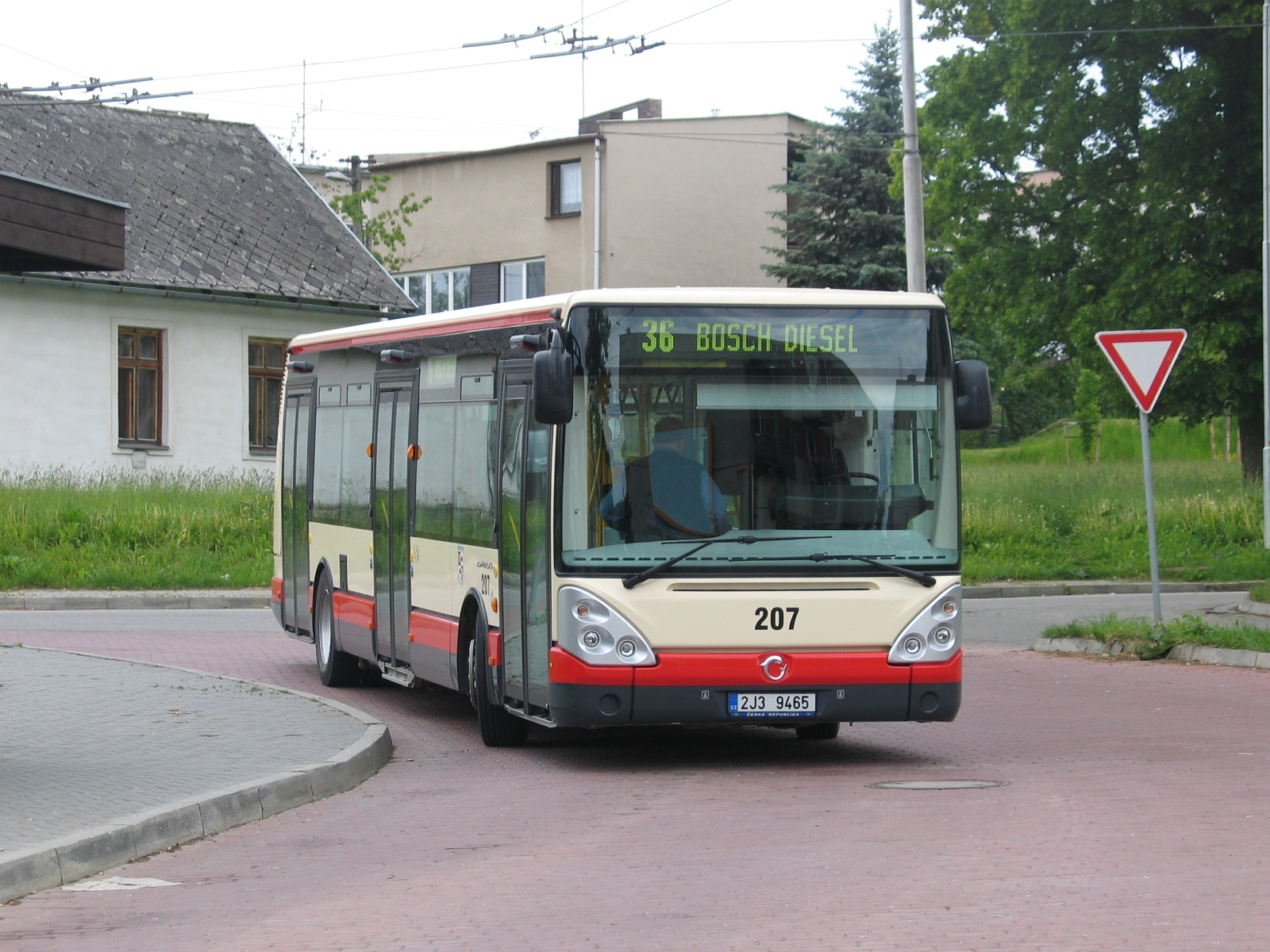
Nízkopodlažní autobus Irisbus Citelis 12M

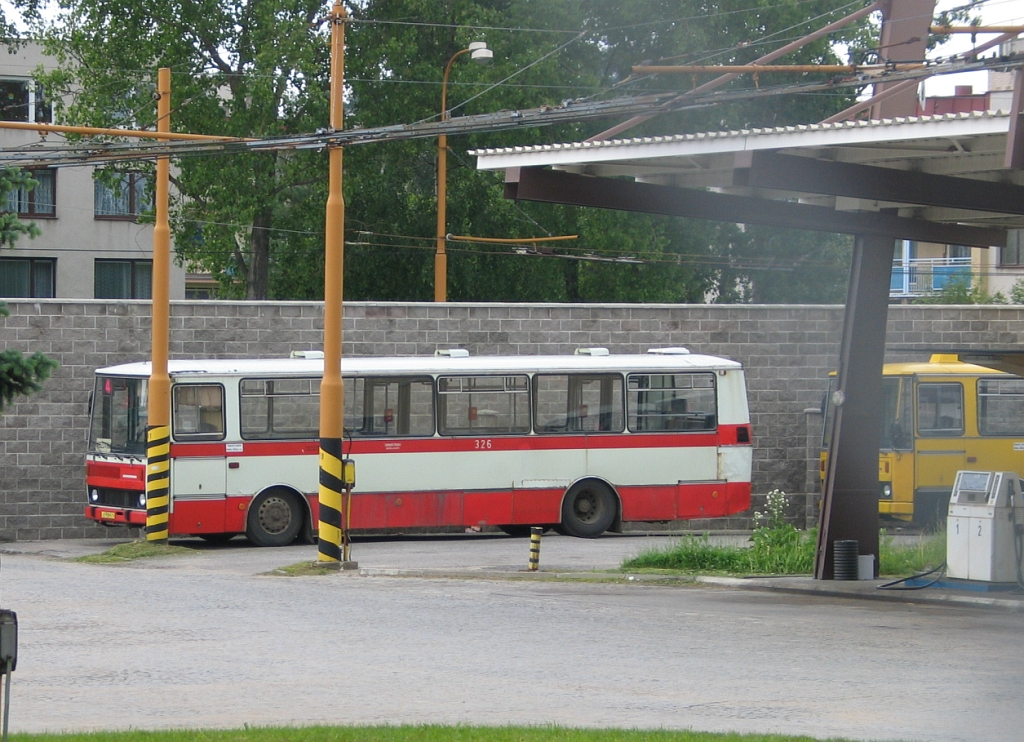
Již vyřazené Karosy B 732 č. 293 a 326

Systém městské autobusové dopravy v Jihlavě svůj provoz zahájil v roce 1943. Již od svého počátku provozu byla autobusová doprava díky dominantnímu postavení elektrické trakce (nejprve tramvaje, po jejich zrušení trolejbusy) vytlačena na méně významné přepravní směry a tak je tomu dodnes. Provozovatelem sítě MHD je Dopravní podnik města Jihlavy a. s.

## Provoz
Autobusy v Jihlavě jezdí na jedenácti denních linkách, nesoucích čísla 2, 4, 7, 8, 9, 10, 12, 31, 32, 41 a 42 (licenční čísla linek začínají trojčíslím 765), a dvou školních linkách Š1 a Š2. Příčinou nápadné nesouvislosti číselné řady byla změna linkového vedení v 90. letech, kdy došlo ke sloučení původní linky 1 + 2 do linky 12 a linky 3 + 6 do linky 36. 
Všechny linky MHD, vyjma linky H, tedy i trolejbusové, se stýkají v hlavním přestupním bodě Masarykovo náměstí a kromě linek 2 a 12 jsou tu ukončeny všechny autobusové linky.
Dne 1. října 2016 byly zavedeny dvě nové linky 31 a 32 vyjíždějící z Dopravního podniku a jedoucí do zastávky Bosch Diesel přes Březinky (linka 32) nebo přes S. K. Neumanna (linka 31). Linka 36 byla v této souvislosti přečíslována na linku 3. Od dne 4. února 2019 jezdí linky 41 a 42 z Dopravního podniku přes Březinky (linka 42) nebo přes S. K. Neumanna (linka 41) na zastávku Swoboda-Stamping. Od 19. června 2021 je v provozu také linka 9, která zajišťuje dopravu do OC Aventin (Shopping Jihlava) a je objednaná právě obchodním centrem.

## Linky
| 2  | Velký Beranov – Malý Beranov – Helenín – Masarykovo náměstí – Královský vršek – Smrčenská – Krematorium – Zborná / Smrčná (jen pondělí, středa a pátek 1 pár spojů) |
| 4  | V Ráji – Masarykovo náměstí – Polenská / Hlavní nádraží ČD – Hruškové Dvory – Moravské kovárny – Swotes – Henčov – Heroltice                                        |
| 7  | Masarykovo náměstí – Pístov – Vysoká – Popice |
| 8  | Masarykovo náměstí – Autobusové nádraží – škola Rošického – škola Jarní – Motorpal (zpět) – Hybrálec                                                                |
| 9  | Masarykovo náměstí – Žižkova – NC Aventin (doprava zdarma) |
| 10 | Masarykovo náměstí – Kosov |
| 12 | Velký Beranov – Malý Beranov – Helenín – Masarykovo náměstí – Královský vršek – Bedřichov – Pávov – Antonínův Důl – Štoky                                           |
| 31 | Dopravní podnik – S. K. Neumanna – Bosch Diesel |
| 32 | Dopravní podnik – Březinova – Bosch Diesel |
| 41 | Dopravní podnik – S. K. Neumanna – Swoboda-Stamping – Dopravní podnik                                                                                               |
| 42 | Dopravní podnik – Březinova – Swoboda-Stamping – Dopravní podnik |
| Š1 | Škola Rošického – Škola Jarní |
| Š2 | Masarykovo náměstí – Škola Jungmannova |

### Zrušené linky
| 1  | Malý Beranov – Helenín – Masarykovo náměstí – Královský vršek – Bedřichov – Pávov – Antonínův Důl |
| 1  | Masarykovo náměstí – Královský vršek – Bedřichov – Pávov – Antonínův Důl                          |
| 2  | Velký Beranov – Helenín – Masarykovo náměstí – Královský vršek – Bedřichov – Pávov                |
| 2  | Masarykovo náměstí – Helenín – Malý Beranov – Velký Beranov                                       |
| 3  | Masarykovo náměstí – Bosch Diesel                                                                 |
| 3  | Horní Kosov – Masarykovo náměstí – Bosch Diesel                                                   |
| 4  | Motorpal – Masarykovo náměstí – Březinova – Polenská – Henčov                                     |
| 5  | (Masarykovo náměstí) – Hlavni nádraží ČSD – Lyžař                                                 |
| 5  | V Ráji – Masarykovo náměstí – Zborná (Smrčná)                                                     |
| 6  | Masarykovo náměstí – Horní Kosov                                                                  |
| 6  | Poliklinika – Masarykovo náměstí – Chlumova – Městské nádraží ČD                                  |
| 9  | Masarykovo náměstí – Hosov                                                                        |
| 36 | Horní Kosov – Masarykovo náměstí – Královský vršek – Bedřichov – Bosch Diesel                     |

## Vozový park
Autobusový provoz v Jihlavě byl před nástupem dnešních vozů tvořen podobnými vozy jako jinde v republice, nejvýznamnější z nich byly Škoda 706 RO, Škoda 706 RTO a Karosa ŠM 11. Dnes patří jihlavská autobusová doprava MHD k nejmodernějším v republice.

### Novodobé vyřazené typy
- Ikarus 280
- Karosa B 731
- Karosa B 732
- Karosa B 932
- Karosa B 952
- Rošero First

### Novodobé provozované typy
V současné době jsou v provozu následující typy vozidel:
| Obrázek | Typ                  | Modifikace a podtypy                         | Dodávky v letech | Počet (k 19. 8. 2024) |
| ------- | -------------------- | -------------------------------------------- | ---------------- | --------------------- |
|         | Irisbus Citelis 12M  | Irisbus Citelis 12M, Irisbus Citelis 12M CNG | 2006–2012        | 19                    |
|         | Iveco Urbanway 12M   | Iveco Urbanway 12M CNG                       | 2018             | 9                     |
|         | Solaris Urbino 12    | Solaris Urbino 12 CNG                        | 2020             | 5                     |
|         | Iveco Urbanway 10,5M | Iveco Urbanway 10,5M CNG                     | 2024             | 1                     |

Dopravní podnik města Jihlavy vlastní také další autobusy zájezdového typu, které ale nezajišťují provoz městské hromadné dopravy a jsou využívány pouze příležitostně na zájezdy.

## Tarif a odbavování

### Druhy jízdenek
Od 1. května 2022 platí nový tarif jízdného v Jihlavě. Od 1. ledna 2024 je MHD v Jihlavě integrována v integrovaném dopravním systému Veřejná doprava Vysočiny (VDV).

#### Nepřestupní jízdenky
Papírová nepřestupní jízdenka na max. 4 zastávkové úseky (plnocenná - 14 Kč, zlevněná - 7 Kč) 

#### Přestupní jízdenky
Přestupní (časové) jízdenky dělí do třech skupin - 30minutová (plnocenná - 22 Kč, zlevněná - 11 Kč) 60minutová (plnocenná - 26 Kč, zlevněná - 13 Kč) a 24hodinová (plnocenná - 66 Kč, zlevněná - 33 Kč).

#### Elektronická jízdenka
Elektronická jízdenka - tzv. Jihlavská karta je určena především pro obyvatele Jihlavy. Nabízí jim levnější způsob cestování pomocí předplacené elektronické karty (max. 4 úseky - 10 Kč, zlevněná - 5 Kč; max. 8 úseků - 16 Kč, zlevněná - 8 Kč; 9 a více - 19 Kč, zlevněná - 9 Kč). Karta jde navíc dobít na dobíjecích automatech po celé Jihlavě.

### Odbavování

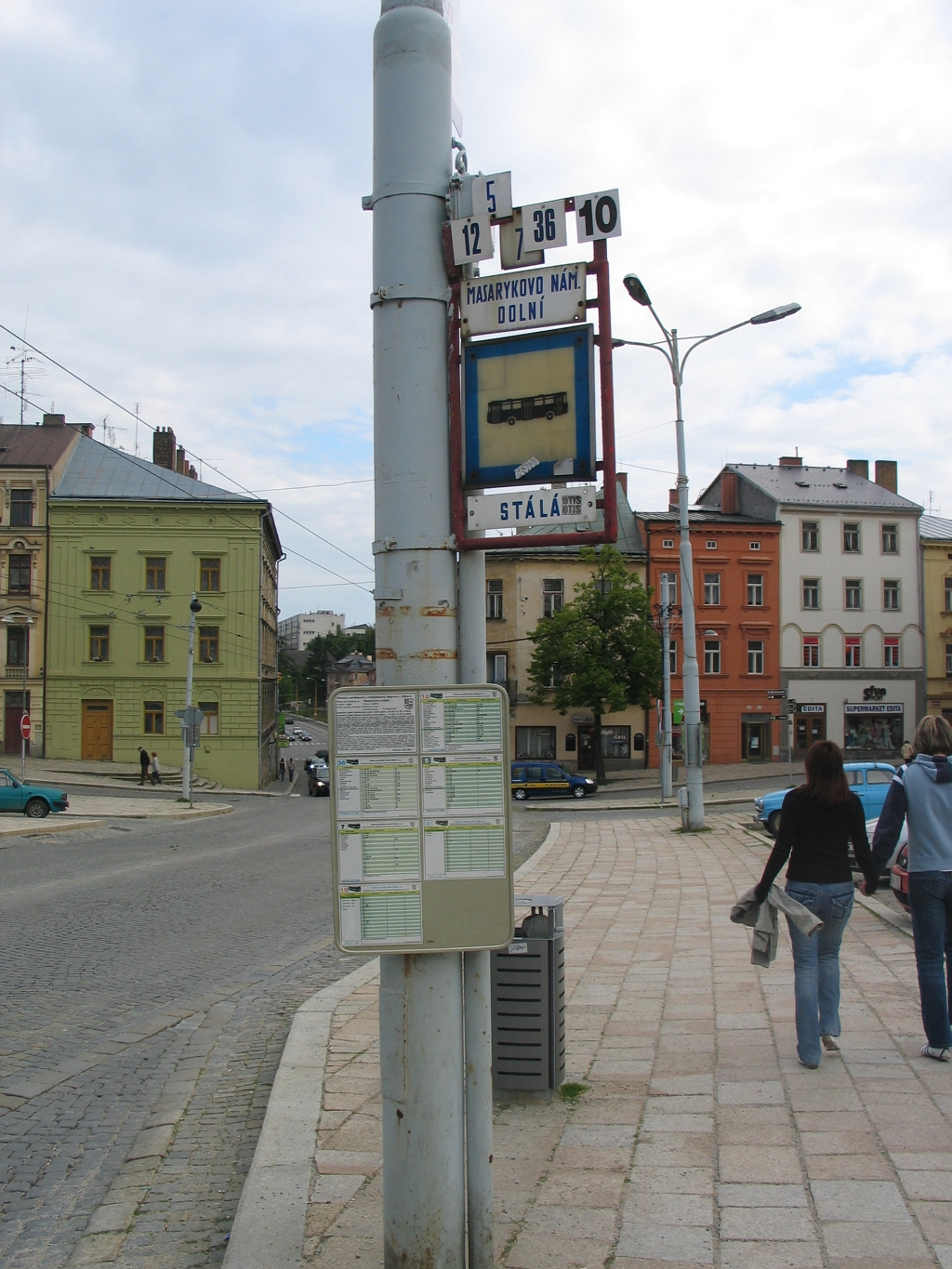
Bývalá zastávka autobusů na Masarykově náměstí

V Jihlavě mohou cestující do každého prostředku nastupovat všemi dveřmi a kontrolu jízdenek neprovádí řidič, ale revizoři. Cestující s neoznačenou jízdenkou si ji uvnitř autobusu označí v označovacích strojcích, které jsou u všech dveří. Výjimku tvoří cestující, kteří mají v plánu zakoupit si jízdenku u řidiče (ti musí nastoupit předními dveřmi), anebo ti, kteří mají předem zakoupenou tzv. Jihlavskou kartu a to buď předplacenou, nebo dobíjecí.
Od 1. července 2009 byl spuštěn nový odbavovací systém od firmy Mikroelektronika na bázi bezkontaktních čipových karet.